# Vilar de Perdizes
Vilar de Perdizes (São Miguel) is een plaats (freguesia) in de Portugese gemeente Montalegre en telt 532 inwoners (2001).